# Ninian Winzet
Ninian Winzet ou Vincet (né à Renfrew en 1518 et mort le 21 septembre 1592 à Ratisbonne) est un prêtre catholique écossais qui fut le confesseur de Marie Stuart et auteur d'ouvrages d'apologétique.

## Biographie
Ninian Winzet naît à Renfrew, en Écosse, et a été probablement éduqué à l'université de Glasgow. Il est ordonné prêtre en 1540 et en 1552 est nommé maître de l'école de Linlithgow, ville dont il est expulsé (« expellit and schott out ») par les partisans du doyen Patrick Kinlochy qui était prêcheur dans cette ville. Ninian Winzet est aussi prévôt de la collégiale Saint-Michel de Linlithgow. Il se retire à Édimbourg, où le retour de France de Marie Stuart redonne du cœur aux catholiques.
Il prend part à une lutte de pamphlets qui fait rage entre protestants et catholiques et entre en conflit avec John Knox et d'autres chefs de la Réforme. C'est à cette époque qu'il est le confesseur de la reine Marie Stuart . En juillet 1562, alors qu'il publie son Last Blast, il manque d'échapper à un assassinat de la part de ses opposants qui avaient gagné la haute main dans la capitale écossaise. Il s'enfuit le 3 septembre 1562 vers Louvain avec le nonce Gouda.
Il est à Paris en 1565 et devient membre de la « nation allemande » de l'université de la Sorbonne. À la demande de la reine Marie Stuart, il rejoint l'ambassade de l'évêque John Lesley auprès de la reine Élisabeth en 1571 et demeure auprès de l'évêque jusqu'au renvoi de celui-ci par la reine Élisabeth et sa captivité à Fenny Staunton, dans le Huntingdonshire. Ensuite d'autres accusations viennent frapper l'évêque et celui-ci est emprisonné à la Tour de Londres. Ninian Winzet reçoit l'autorisation de retourner à Paris. Il y continue ses études théologiques, puis il se rend à Douai où il reçoit sa licence.
Il est à Rome de  1575 à 1577. Le pape Benoît XIII le nomme abbé de l'abbaye bénédictine Saint-Jacques-des-Écossais de Ratisbonne, où il meurt le 21 septembre 1592 et où se trouve sa tombe.

## Œuvres
Son œuvre est une défense du catholicisme face aux différentes hérésies protestantes, mais aussi aux négligences d'un certain clergé catholique.
Son premier écrit, Certaine Tractates, imprimé en 1562, pointe un certain clergé catholique pour ses négligences et ses péchés ; il montre l'urgence à répondre aux attaques de John Knox contre l'Église et contre la participation des catholiques à l'administration de la ville d'Édimbourg. Dans The Last Blast, Ninian Winzet critique les hérétiques et leur clergé faussement ordonné. Dans Bake of Four Scoir Thee Questions (1563), il s'adresse aux Calviniane Precheouris et traite de la doctrine de l'Église, des sacrements, de la prêtrise et de l'obéissance aux gouvernants, du libre arbitre et d'autres matières, se faisant plus dogmatique que polémique. 
Il traduit en 1563 le Commonitorium de Vincentius Lirinensis (saint Vincent de Lérins) et écrit en latin un Flagellum sectarionum et un Velitatio in Georgium Buchananum (1582).